# Battlefield: Bad Company 2
Battlefield: Bad Company 2 es un videojuego de disparos en primera persona perteneciente a la serie de videojuegos Battlefield y desarrollado por DICE y distribuido por Electronic Arts para las plataformas PlayStation 3, Xbox 360 y PC el 2 de marzo de 2010 en América del Norte y en Europa el 5 de marzo de 2010.

## Trama
El videojuego gira en torno, al igual que el primer Battlefield: Bad Company, al homónimo pelotón. El mundo se encuentra al borde de la Tercera Guerra Mundial, Rusia y Estados Unidos están sumidos en una guerra que amenaza con involucrar a medio mundo, Rusia lleva sus ejércitos hasta las Américas para desde allí dirigirse hacia los Estados Unidos, para así dejar a los Estados Unidos indefensos ante la inminente invasión rusa, además, como si fuera poco, la CIA sospecha que Rusia posee una nueva arma de destrucción masiva así que el pelotón Bad Company es enviado a descubrir esa misteriosa arma.

## Soldados del pelotónBad Company
- Preston "Prest" Marlowe: El personaje que encarnamos. Descendiente de generaciones de soldados estadounidenses, Preston se alistó en el pelotón Bad Company para tener experiencia de combate. Además de "accidentalmente" haber estrellado un helicóptero.

- Samuel D. Redford: El sargento del pelotón Bad Company. El hizo un trato, a cambio de cambiarse al "Bad Company" podría retirarse más temprano.

- Terrence Sweetwater "Sweets": El soldado Sweetwater tiene un alto coeficiente intelectual, ingresó en el pelotón gracias a que "accidentalmente" metió un virus en los sistemas del ejército.

- George Gordon Haggard "Hags”: El soldado Haggard, a diferencia de los demás miembros del pelotón, si quiere estar en la Bad Company, es muy impulsivo y sobre todo destaca por tener un conocimiento casi enciclopédico de los explosivos. Ingresó al pelotón de "Bad Company" debido a que estalló un gran depósito de munición en París.

## Misiones
- Prólogo: Operación Aurora (Desarrollo: ): La misión transcurre en 1944, en plena Segunda Guerra Mundial, un pelotón de soldados estadounidenses son enviados al Mar del Japón, el gobierno estadounidense cree que los japoneses poseen una moderna arma capaz de cambiar el rumbo de la guerra así que ejecutan la Operación Aurora. Dos compañías son enviadas, para, oficialmente, rescatar a un científico japonés desertor que podría proporcionar a los aliados la información necesaria sobre esa misteriosa arma. Tras encontrar al científico, los soldados parten hacia una base submarina japonesa para escapar en un submarino, logran montar en el submarino, pero cuando salían de la isla, una gigantesca ola se traga al submarino y mata a todos sus ocupantes. Personaje jugable: Thomas Wyatt.

- Guerra fría (Desarrollo: ): En la frontera de Rusia con Alaska, el pelotón Bad Company es enviado a territorio ruso para respaldar una operación de contraespionaje, en una misión "sencilla". El pelotón debe rescatar a un agente caído en manos rusas, pero este es eliminado por un misterioso sujeto. El pelotón debe avanzar por territorio hostil en solitario careciendo de apoyo terrestre, tras subir en un vehículo y escapar de las fuerzas rusas (incluido un helicóptero), descubren en un maletín una pequeña bomba nuclear, sin embargo, en el cuartel general les dicen que es falsa y que todo se trata de un ensayo para un arma que los rusos están desarrollando y que puede ser de consecuencias letales, el pelotón es trasladado a la División de Actuaciones Especiales y su próximo destino está en Bolivia donde deben localizar a un hombre llamado Aguirre. Personaje jugable: Preston Marlowe.

- En tinieblas (Desarrollo: ): La Bad Company es aerotransportada hasta Bolivia en un helicóptero pilotado por un tipo llamado Flynn. Tras llegar a la selva, llegan a donde se supone debería estar Aguirre, pero lo único que encuentran son hombres muertos y edificios destrozados, así que el pelotón decide ir río arriba para encontrar a Aguirre, pero son emboscados por paramilitares bolivianos, el pelotón sigue avanzando despejando los campamentos de los milicianos. Personaje jugable: Preston Marlowe.

- Río arriba (Desarrollo: ): Mientras siguen avanzando, localizan a Aguirre que es cautivo de los milicianos, Marlowe despeja el campamento desde una posición de francotirador, pero mientras avanzan se topan con trampas de los milicianos, pero logran continuar sin problemas. Siguen avanzando y despejando los campamentos bolivianos, hasta que llegan a una especie de ruinas donde localizan de nuevo a Aguirre, tras destruir un BMP-2 que les bloqueaba el paso, Marlowe dispara al soldado que tenía a Aguirre como rehén. El sargento le da el objeto que les dio Braidwood, Aguirre les explica que ya sabían que el arma que encontraron en Rusia era falsa, les dice, que conectaron con un satélite francés que les llevó a una red militar georgiana, pero que los soviéticos se quedaron con sus informes de inteligencia y que las únicas copias de seguridad que existen están en el satélite. Personaje jugable: Preston Marlowe.

- El cielo se resquebraja (Desarrollo: ): La Bad Company es trasladada a la Cordillera de los Andes a buscar el satélite francés. Aguirre les dijo que el satélite podía destruirse en teoría, Flynn les lleva hasta la zona de aterrizaje aunque antes tenían que despejarla de enemigos. Tras avanzar por las posiciones rusas, Sweetwater toma los controles del satélite pero este está fuera de su órbita y se estrellará, el sargento Redford trata de que Flynn les lleve hasta allí pero no puede y deben avanzar a pie. Tras tomar un vehículo en un pueblo cercano, no sin complicaciones, logran llegar al lugar del impacto donde ven como el satélite impacta devastando el pueblo dónde cae. Personaje jugable: Preston Marlowe.

- Cegado por la nieve (Desarrollo: ): Finalmente encuentran los restos del satélite pero este está ardiendo y se ven obligados a resistir el asedio ruso para defender el satélite. Tras encontrar una extraña caja, Marlowe se pierde del resto del pelotón y queda atrapado en la ventisca, está a punto de morir por congelación pero logra reencontrarse con sus compañeros y subir al helicóptero de Flynn. Allí, Aguirre les explica que se trata de un arma capaz de producir un efecto escalar, un arma que genera pulsos electromagnéticos capaces de paralizar Estados Unidos, el objetivo que deben capturar es Arkady Kirilenko, el hombre que dirige el proyecto, Aguirre les dice que les enviará desde un tanque M1 Abrams hasta el punto donde debería estar Kirilenko. Personaje jugable: Preston Marlowe.

- Metal pesado (Desarrollo: ): Contando con apoyo de blindados, la Bad Company es llevada al pie de la Cordillera de los Andes, donde debería estar Kirilenko. Tras avanzar en el Abrams despejando el terreno de blindados rusos y lanzamisiles, Marlowe destruye los lanzamisiles del pueblo mediante ataques aéreos y deciden entrar en el pueblo a pie. Los rusos retroceden para proteger a Kirilenko sufriendo el acoso de las tropas estadounidenses, los estadounidenses capturan a un prisionero ruso que sabe dónde está Kirilenko; tras interrogarlo, Redford lo averigua y envía a todos los hombres disponibles a su situación. Personaje Jugable: Preston Marlowe

- Objetivo de gran valor (Desarrollo: ): Las tropas proporcionan a la Bad Company unos Humvee para llegar hasta Kirilenko. Pero mientras cruzaban un puente son emboscados por los rusos, logran salir a duras penas y continuar su camino pero sufriendo continuos ataques de blindados rusos. La columna de Humvee es destruida por un lanzamisiles ruso aunque Marlowe logra destruirlo solicitando un ataque aéreo. La Bad Company entra un túnel de alcantarillado y llegan a una oficina donde está Kirilenko, Haggard lo arresta aunque Kirilenko no opone resistencia, Sweetwater encuentra un manifiesto de algo llamado Sangre de Toro, enviado por Aguirre, pero de repente, una explosión los derriba y Kirilenko lo aprovecha para escapar, pero la Bad Company es rescatada por la oportuna llegada de Flynn. Personaje Jugable: Preston Marlowe

- Sangre de Toro (Desarrollo: ): La Bad Company es trasladada al norte de Chile,al Desierto de Atacama, según Aguirre, el Sangre de Toro era un carguero panameño que se hundió frente a las costas de Perú aunque se desconoce cómo llegó al desierto, pero la Bad Company recibió la orden de llegar al carguero pues era un objetivo de Kirilenko. Flynn les da las coordenadas para capturar tres objetivos, tras repartírselos, finalmente, Marlowe en solitario llega al carguero y tras inspeccionarlo descubre algo revelador, el gobierno de los Estados Unidos ya sabía que Japón poseía un arma de destrucción masiva y la Operación Aurora era una misión suicida, los Estados Unidos necesitaban saber qué hacía esa arma. Personaje Jugable: Preston Marlowe

- Nadie se queda atrás (Desarrollo: ): La Bad Company se dirige ahora hacia el norte, a las selvas ecuatorianas para reunirse con Aguirre, pero el helicóptero de Flynn es alcanzado por un cohete antiaéreo y Marlowe se cae, logra reunirse con Sweetwater y rechazar una ofensiva de guerrilleros ecuatorianos, finalmente logra reunirse toda la Bad Company pero Flynn ha sido capturado así que todos deciden ir a rescatarlo, tras avanzar por los campamentos de los guerrilleros, encuentran a Flynn siendo apaleado por un terrorista, es rescatado por Marlowe y se dirigen a un aeródromo cercano, toman un helicóptero y se dirigen a la posición de Aguirre aunque por el camino son atacados por helicópteros rusos. Finalmente se reúnen con Aguirre, pero este está compinchado con Kirilenko por la búsqueda del arma, Aguirre les dice que lo hace porque su gobierno le mintió, ya que es el hijo de Wyatt, uno de los soldados del pelotón estadounidense que murió en la Operación Aurora y Aguirre buscaba vengarse de los Estados Unidos con el arma escalar, pero justo en ese momento, Kirilenko dispara a traición a Aguirre, matándolo, Flynn los salva atacando a los hombres de Kirilenko pero uno dispara sobre el helicóptero de Flynn, derribándolo y matando al propio Flynn. Personaje Jugable: Preston Marlowe

- Zero Dark Thirty (Desarrollo: ): Todos los soldados de la Bad Company están apenados por la muerte de Flynn y porque Kirilenko se hizo con el arma gracias a ellos, avanzan por el pueblo eliminando a los guerrilleros, por el camino les atacan morteros y se ven obligados a huir del pueblo, avanzan por el sistema de alcantarillado donde son atacados por numerosas tropas rusas, de repente, oyen un extraño ruido muy fuerte, los estadounidenses comunican que están enviando apoyo aéreo, pero en ese momento, una gran onda sale de un avión y destruye todos los helicópteros, el arma escalar está en el avión. Sweetwater y Haggard no quiere seguir avanzando, pero el sargento Redford y Marlowe los convencen y deciden acudir al avión de Kirilenko. Personaje Jugable: Preston Marlowe

- Factor influyente (Desarrollo: ): Tras reanudar la búsqueda de Kirilenko, descubren su avión que está despegando, el pelotón decide infiltrarse dentro, tras atravesar una red de alcantarillado, la Bad Company logra a duras penas internarse dentro del gigantesco avión en marcha.("hags" demuestra saber sobre el avión en el que se encuentra kirilenko sus compañeros se muestran muy impresionados por esto) Personaje Jugable: Preston Marlowe

- Aerotransportada (Desarrollo: ): Dentro del avión de Kirilenko, todos están sin munición así que eliminan a los soldados rusos de su interior a duras penas, pero no localizan a Kirilenko, finalmente encuentran el arma escalar tras una pared blindada, Haggard vuela la pared con C4 y Marlowe destruye el arma con su pistola, pero el avión comienza a caer en picado a causa de la explosión del arma, todos se lanzan en paracaídas pero de repente aparece Kirilenko que se aferra al paracaídas de Sweetwater, Marlowe logra matar a Kirilenko disparándole. Todos logran llegar a tierra sanos y salvos y se dan cuenta de que están en Texas, en ese momento aparece Braidwood, el cual les dice que los rusos les invaden, la Bad Company le dice que han destruido el arma escalar así que la invasión se detenido, pero Braidwood les dice que los rusos llegan por Alaska. El modo en que culmina la historia, permite garantizar que se lanzara una tercera entrega la cual fue descartada según EA por la salida de Battlefield 4. Personaje Jugable: Preston Marlowe

## Recepción y crítica
Fue ganador del premio al Mejor uso del sonido en los premios BAFTA de 2011.
Bad Company 2 ha recibido críticas positivas para Metacritic y GameRankings. Game Informer lo considera mejor que el primer Bad Company, dándole una puntuación de 9.5/10. Incluso algunos consideran que el motor del juego Frostbite ha sido excepcional para Bad Company.